# Архиепископија критска
Архиепископија критска (грч. Εκκλησία Κρήτης) јесте полуаутономна црква под јурисдикцијом Цариградске патријаршије.

## Организација
Православна црква на Криту је од Цариградске патријаршије статус полуаутономне цркве добила 20. децембра 1965. године, а 28. фебруара 1967. постала је архиепископија.
Предстојатељ Цркве од 30. августа 2006. јесте архиепископ критски Иринеј.
Критској архиепископији припадају сљедеће црквено-школске установе: Висока црквена школа у Ираклиону и Православна академија Крита (основао ју је 1968. митрополит кисамски Иринеј).

## Епархије
Критска православна црква има девет епархија:
- Митрополија аркалохорионска, кастелионска и вианоска;
- Митрополија гортинска и аркадијска;
- Митрополија хијерапитнијска и ситијска;
- Митрополија кидонијска и апокоронска;
- Митрополија кисамска и селинска;
- Архиепископија критска (Митрополија ираклионска);
- Митрополија ламбијска, сивритоска и сфакијска;
- Митрополија петријска и херсонисошка;
- Митрополија ретимнска и авлопотамоска.